# Sikelgaita
Sikelgaita (1040 – 16 d'abril del 1090) fou una princesa llombarda, filla de Guaimar IV, príncep de Salern, i segona muller de Robert Guiscard, duc de la Pulla. Era una reina guerrera que comandava tropes.

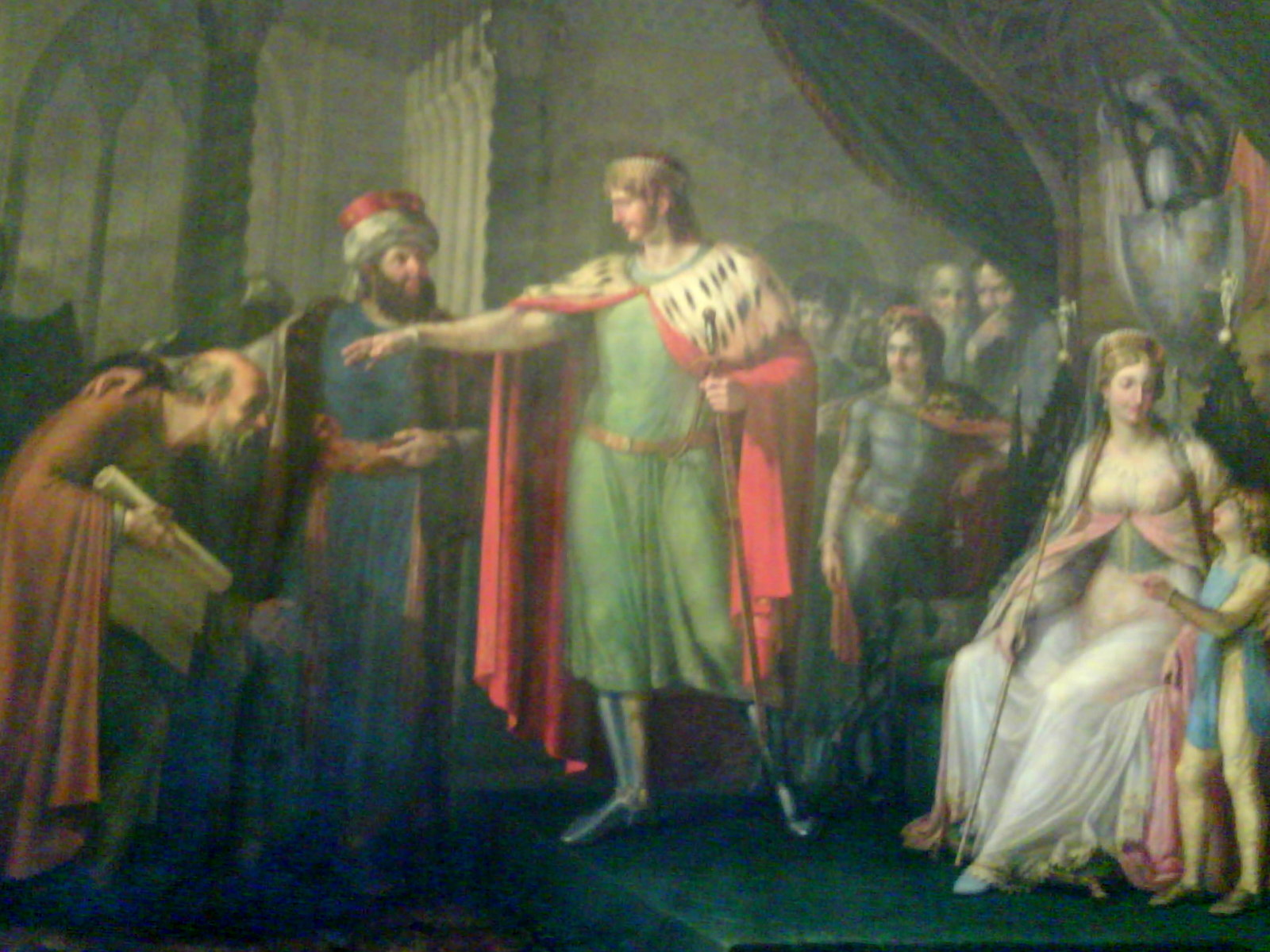
Robert i la seva família. Sikelgaita és la dona asseguda a la dreta.

Es casà amb Robert el 1058, després que el duc es divorciés de la seva primera muller, Alberada, a causa de la seva suposada consanguinitat. La seva germana, Gaitelgrima, s'havia casat abans amb el germanastre de Robert, Drogo d'Hauteville. El divorci d'Alberada i el matrimoni amb Sikelgaita probablement formaven part d'una estratègia d'aliança amb la resta de prínceps llombards, dels quals Guaimar era el cap. Alberada, per la seva banda, sembla que no tingué cap problema a l'hora de dissoldre el matrimoni.
Sikelgaita intentà mitjançar entre el seu germà, Gisulf II de Salern, i el seu marit quan les seves relacions empitjoraren, però els seus precs no foren atesos i ella acceptà la sort del seu germà en la guerra amb Guiscard (1078).
Sikelgaita sovint acompanyà Robert en les seves conquestes. Dirigí el setge de Trani (1080) quan Robert passà a l'ofensiva contra Tàrent. Tot i que al principi intentà convèncer-lo de no atacar l'Imperi Romà d'Orient, dugué tropes i l'acompanyà en la seva campanya contra els romans. En la batalla de Dirràquion (1081), era al camp de batalla amb la seva armadura, reunint les seves tropes i les de Robert quan al principi foren rebutjades per l'exèrcit romà i corrien el risc de perdre la cohesió. Com a dona de mitjana edat amb una gran família, és improbable que participés directament en el combat, tot i que és obvi que era prop de l'acció, probablement en una espècie de lloc de comandament. Segons la historiadora romana Anna Comnena, era «com una altra Pal·les, si no una segona Atena» i, en l'Alexíada, li atribueix una cita de la Ilíada.
El 1083, Sikelgaita tornà a Itàlia amb Robert per defensar el papa Gregori VII contra l'emperador romanogermànic, Enric IV. L'acompanyà en una segona campanya contra els romans, en la qual Robert morí a Cefalònia el 1085 amb Sikelgaita al costat. A principis del 1086, Sikelgaita estigué a Salern fent una donació de la ciutat de Centraro en honor seu a Montecassino, que la parella havia dotat bé al llarg de la seva vida de casats. Sikelgaita donà una gran quantitat de plata per la seva salut en una altra ocasió en la qual estava malalta.
Suposadament, intentà enverinar el fill de Robert amb la seva primera muller, Bohemon de Tàrent, tot i que finalment els dos arribaren a un acord pel qual el fill d'ella, Roger Borsa podria succeir a Robert en el ducat. Juntament amb el seu fill, posà els jueus de Bari sota l'arquebisbe de la ciutat.
Seguint la seva voluntat, després de la seva mort fou enterrada a Montecassino.

## Fills
Sikelgaita tingué vuit fills amb Robert:
- Mafalda de Pulla-Calàbria (1059/1060 – 1108), casada amb Ramon Berenguer II i, després, Eimeric I de Narbona, vescomte de Narbona
- Roger Borsa (1060/1061 – 1111)
- Guiu d'Hauteville, (m. el 1107)
- Robert Scalio (m. el 1110)
- Sibil·la, casada amb Ebles II, comte de Roucy
- Mabíl·lia (Mabel), casada amb Guillem de Grandmesnil
- Hèria, casada amb Hug V del Maine
- Olímpia, promesa a Constantí Ducas, fill de Miquel VII Ducas i Maria d'Alània, el 1074